# Ritratto di Philip Herbert, quarto conte di Pembroke, e la sua famiglia
Il ritratto è definito dagli storici dell'arte come il più ambizioso dei ritratti di gruppo eseguiti da van Dyck. La realizzazione è del pieno periodo inglese, quando il maestro era oberato di lavoro e di commesse: in sette anni van Dyck realizzò quattrocento ritratti, più di uno a settimana. 
Il ritratto fu commissionato a van Dyck da Philip Herbert, IV conte di Pembroke, membro in vista della corte Stuart che già aveva commesso a van Dyck numerosi suoi ritratti. La tela è volta alla celebrazione della famiglia dei conti di Pembroke; al centro della composizione non è tuttavia il conte, ma una dama in abito bianco, Lady Mary Villiers, sposa di Sir Charles Herbert e figlia del defunto George Villiers, I duca di Buckingham. Si presume che il ritratto voglia simboleggiare anche l'ingresso nella famiglia della giovane sposa.